# 12,8 cm FlaK 40
12,8 cm FlaK 40 – niemieckie działo przeciwlotnicze z okresu II wojny światowej.
W 1936 roku w III Rzeszy pojawił się projekt wprowadzenia do uzbrojenia armaty przeciwlotniczej kalibru 128 mm. Jednak prace nad tą bronią miały niski priorytet i dlatego dopiero w 1940 roku firma Rheinmetall zaprezentowała prototyp armaty oznaczonej jako Gerät 40. Prototypowa armata była działem holowanym, ale wymiary i masa działa sprawiły, że zdecydowano, iż tylko pierwszych sześć dział, których produkcję już rozpoczęto, zostanie wykonanych w wersji mobilnej, pozostałe będą zaś montowane na ufortyfikowanych stanowiskach stacjonarnych oraz wagonach kolejowych. Produkcję wersji stacjonarnej rozpoczęto w 1942 roku. W momencie zakończenia wojny armia niemiecka miała 570 dział tego typu, broniących przed nalotami duże miasta i ośrodki przemysłowe. Powstała także podwójnie sprzężona wersja tego działa oznaczona jako 12,8 cm Flakzwilling 40. Następcą armaty FlaK 40 miał być 12,8 cm FlaK 45, ale powstał tylko prototyp tej broni.

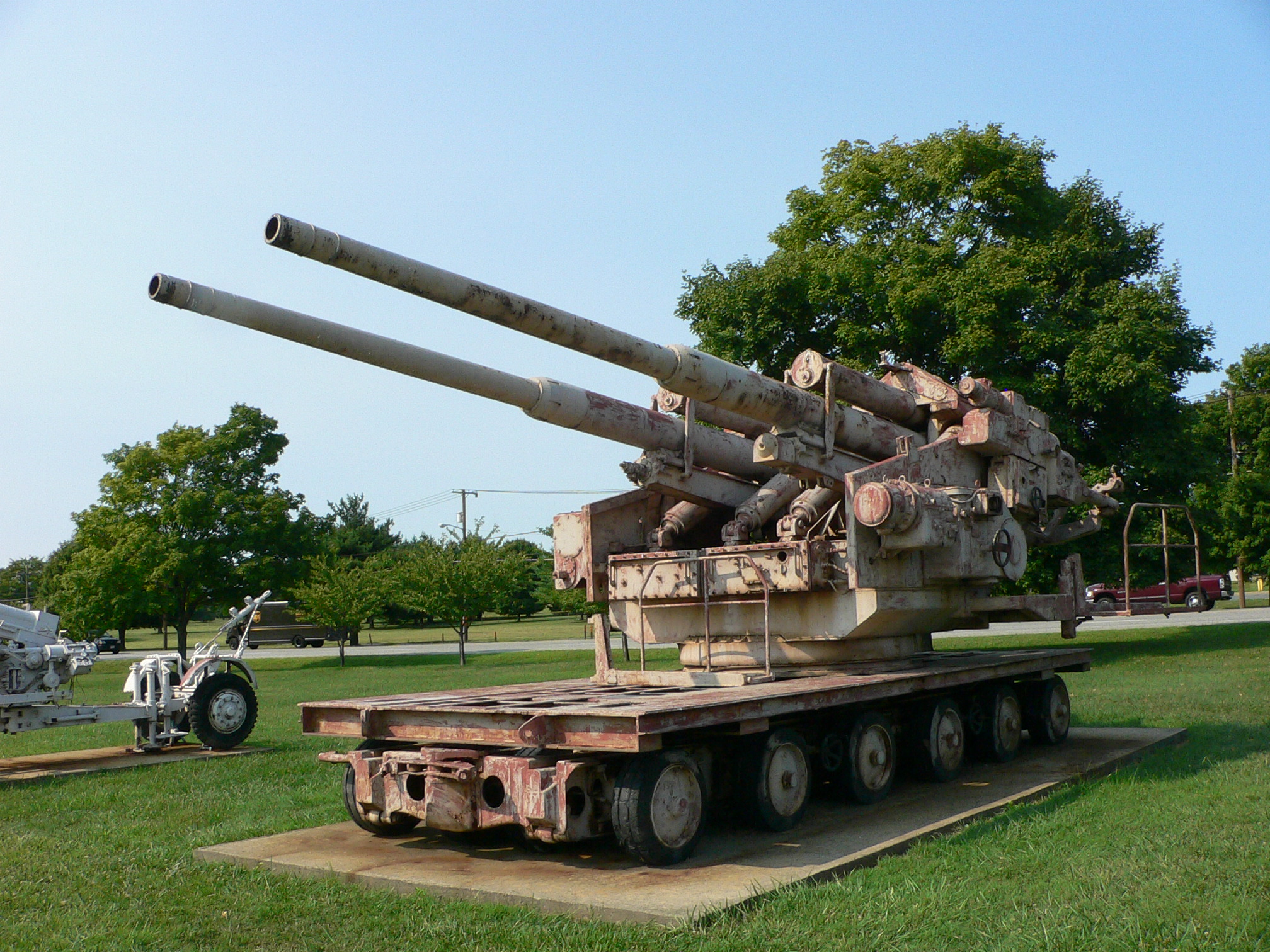
12,8 cm Flakzwilling 40